# Metropolitana di Pyongyang

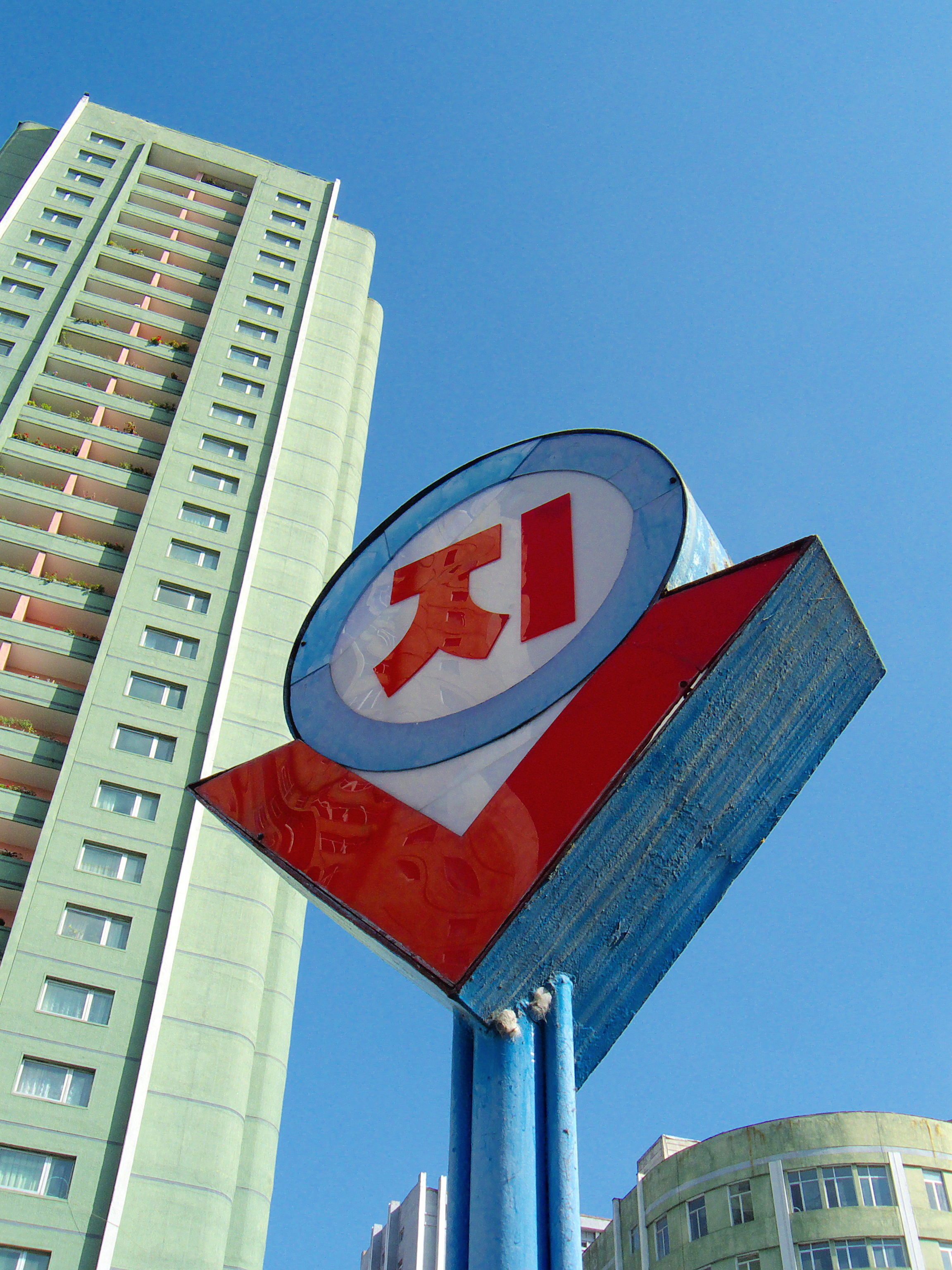
Ingresso della stazione di Yŏnggwang

La metropolitana di Pyongyang (평양 지하철?, 平壤 地下鐵?, P'yŏngyang Chihach'ŏlLR) è il sistema della metropolitana di Pyongyang, in Corea del Nord. Si tratta della metropolitana più profonda al mondo (110 metri sotto il livello del suolo).

## Dati generali
La rete metropolitana di Pyongyang dispone al 2025 di due linee operative, comprendenti in totale 17 stazioni. La lunghezza complessiva della via ferrata è di circa 22 km.
Le linee sono completamente sotterranee e si trovano a 110 metri sotto il livello del suolo: ciò rende la metropolitana di Pyongyang la più profonda al mondo, che può essere anche adattata a rifugio antiaereo in caso di guerra (a tale scopo, gli ingressi delle stazioni sono dotati di porte in acciaio di grandi dimensioni). Su entrambe le linee la trazione è elettrica in corrente continua alla tensione di 825 V tramite un sistema a terza rotaia.
Il costo di un singolo biglietto è pari a 5 won. Normalmente i turisti stranieri sono ammessi a viaggiare solamente tra le stazioni Puhŭng e Yŏnggwang, vincolo che però non vale per gli studenti stranieri, ammessi nell'intera rete. Dall'aprile 2014 vengono saltuariamente organizzati speciali tour per visitatori.
All'interno delle stazioni e dei treni, degli altoparlanti diffondono i programmi radiofonici della radio di Stato; sulle banchine si trovano le copie del Rodong Sinmun, il giornale ufficiale del Partito del Lavoro di Corea, disponibili per la libera consultazione. Nelle stazioni e sui treni è proibito fumare e mangiare.

## Storia
I lavori per la costruzione della metropolitana iniziarono nel 1968, mentre la sua inaugurazione avvenne il 6 settembre 1973. Nel 1971 ci fu un incidente durante la creazione di un tunnel sotto al fiume Taedong: i dettagli non furono mai resi noti, ma alcune fonti riportano la morte di circa 100 persone. Il mancato completamento di quel tunnel limitò l'espansione della rete al solo lato occidentale del fiume. Alcune fonti sostengono che grandi installazioni militari siano collegate alle stazioni e che esistano linee segrete esclusivamente per uso governativo.

## Linee
La rete della metropolitana è composta da due linee:
- Linea 1 Ch'ŏllima, denominazione tratta da un velocissimo cavallo della mitologia coreana antica. È lunga circa 12 km. Costruita nel 1968 e inaugurata il 6 settembre 1973.
- Linea 2 Hyŏksin, traduzione di rinnovamento, linea lunga circa 10 km. È operativa dal 9 ottobre 1975.

| Linea 1 Chŏllima-sǒn 천리마선 |        |       |                         |                                                        |                  |
| Stazione                      | Hangŭl | Hanja | Significato in italiano | Interscambio                                           | Apertura         |
| Pulgŭnbyŏl                    | 붉은별 |       | Stella rossa            |                                                        | 6 settembre 1973 |
| Chŏnu                         | 전우   | 戦友  | Compagno di guerra      | Linea Hyŏksin (Chŏnsŭng)                               | 6 settembre 1973 |
| Kaesŏn                        | 개선   | 凱旋  | Trionfo                 |                                                        | 6 settembre 1973 |
| Thŏngil                       | 통일   | 統一  | Unificazione            |                                                        | 6 settembre 1973 |
| Sŭngni                        | 승리   | 勝利  | Vittoria                |                                                        | 6 settembre 1973 |
| Ponghwa                       | 봉화   | 烽火  | Faro di luce            |                                                        | 6 settembre 1973 |
| Yŏnggwang                     | 영광   | 栄光  | Onore                   | Linea Pyŏngbu Linea Pyŏngui Linea Pyŏngnam (Pyŏngyang) | 10 aprile 1987   |
| Puhŭng                        | 부흥   | 復興  | Risorgimento            |                                                        | 10 aprile 1987   |

| Linea 2 Hyŏksin-sǒn 혁신선 |        |        |                          |                             |                  |
| Stazione                   | Hangŭl | Hanja  | Significato in italiano  | Interscambio                | Apertura         |
| Kwangbok                   | 광복   | 光復   | Rinascita                |                             | 9 settembre 1978 |
| Kŏn'guk                    | 건국   | 建国   | Fondazione della Nazione | Linea Pyŏngnam (Potonggang) | 9 settembre 1978 |
| Hwanggŭmbŏl                | 황금벌 | 黄金原 | Campo dorato             |                             | 6 settembre 1978 |
| Kŏnsŏl                     | 건설   | 建設   | Costruzione              |                             | 6 settembre 1978 |
| Hyŏksin                    | 혁신   | 革新   | Restaurazione            |                             | 9 settembre 1975 |
| Chŏnsŭng                   | 전승   | 戦勝   | Guerra vittoriosa        | Linea Chŏllima (Chŏnu)      | 9 settembre 1975 |
| Samhŭng                    | 삼흥   | 三興   | Tre origini              |                             | 9 settembre 1975 |
| Kwangmyŏng                 | 광명   | 光明   | Splendore                |                             | 9 settembre 1975 |
| Rakwŏn                     | 락원   | 楽園   | Paradiso                 |                             | 9 settembre 1975 |

- La stazione di Kwangmyŏng ha chiuso nel 1995

## Materiale rotabile
Allorché la metropolitana iniziò a funzionare, i primi mezzi usati erano elettrotreni da quattro carrozze, noti con il nome DK4, costruiti in Cina dalla Changchun Car Company. Di questo modello furono consegnati 345 carrozze, delle quali 112 sono tuttora (2015) in servizio. Nel 1998 alcuni convogli furono venduti alla metropolitana di Pechino, ove furono rimessi in servizio in convogli da tre carrozze sulla linea 13. Tali treni furono rimpiazzati da convogli più moderni, noti come DKZ5 e DKZ6.
Nel 1998 la metropolitana di Pyongyang acquisì dei convogli dismessi dalla metropolitana di Berlino. Nello specifico, furono acquisiti due modelli:
- GI ("Gisela"), costruiti tra il 1978 e il 1982 per la rete di Berlino Est.
- D ("Dora"), costruiti tra il 1957 e il 1965 per la rete di Berlino Ovest.

Tali treni sono stati ripellicolati in livrea rosso-cremisi e all'interno delle carrozze sono stati appesi i ritratti di Kim Il-sung e Kim Jong-il.
I viaggiatori hanno riferito di aver visto in servizio perlopiù treni modello D e, più di rado, DK4; i treni GI sarebbero stati trasferiti sulle ferrovie interurbane attorno a Pyongyang.
I turisti stranieri possono entrare nella metropolitana di Pyongyang solo se accompagnati dalle guide nominate dal governo e solo in alcune stazioni. Tuttavia, un giornalista della BBC che nel 2000 stava seguendo la visita nel paese del segretario di Stato USA Madeleine Albright riuscì ad aggirarsi da solo per Pyongyang e disse di aver visto in servizio dei vecchi treni di Berlino Est, ancora con i graffiti originali sulle fiancate. A tal riguardo, è possibile che alcuni treni D siano stati ripellicolati e riallestiti appositamente per circolare nelle stazioni frequentate da turisti..